# Polyalthia verrucipes
Polyalthia verrucipes este o specie de plante din genul Polyalthia, familia Annonaceae, descrisă de Cheng Yih Wu și Ping Tao Li. A fost clasificată de IUCN ca specie în pericol. Conform Catalogue of Life specia Polyalthia verrucipes nu are subspecii cunoscute.